# 东莞农村商业银行
东莞农村商业银行股份有限公司简称东莞农商银行（港交所：9889），是东莞市唯一一家农村商业银行。其原为始创于1952年的东莞农村信用合作联社，2009年12月完成股份制改制成为农村商业银行，是广东省率先启动改制的三家农村商业银行。
2021年9月29日，其H股在香港联交所挂牌上市。
2022年02月15日,经广东省政府同意，东莞农商行和普宁农商行的管理权从广东省农村信用合作社联社整体移交至东莞市政府，并由东莞市政府委托东莞农商行协助管理普宁农商行，协助做好后者日常治理和经营管理，指导督促其不断完善法人治理机制，推动其持续良好发展。
在2023年由中国银行家协会发布的“2023年中国银行业100强榜单”里，东莞农商行排名38位，在农村商业银行类别里排名第五。

## 下属机构

#### 发起的村镇银行
- 贺州八步东盈村镇银行
- 云浮新兴东盈村镇银行

#### 控股农商银行
- 广东普宁农村商业银行
- 广东湛江农村商业银行
- 广东潮阳农村商业银行

## 营业网点图库

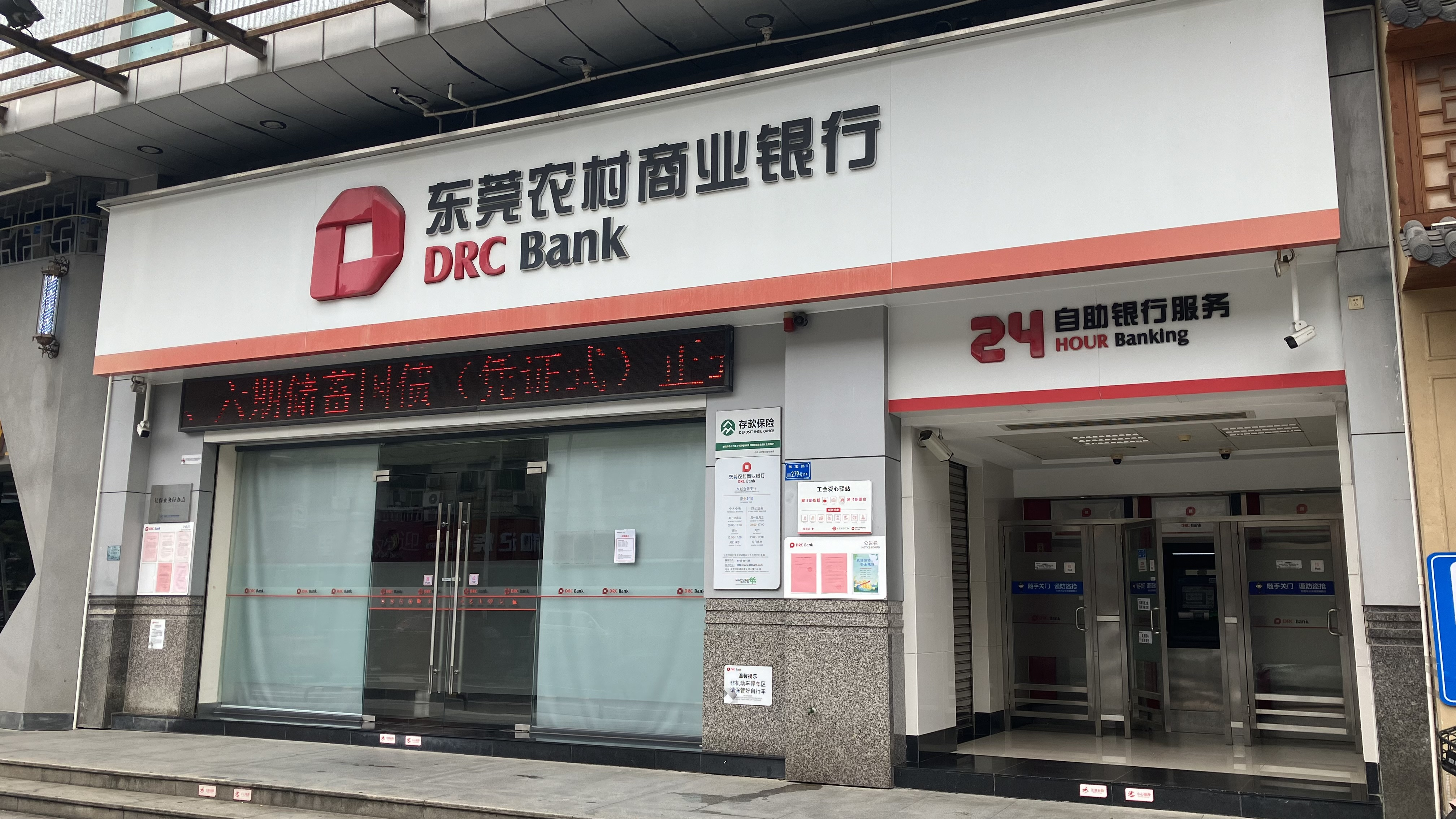
东城金源支行
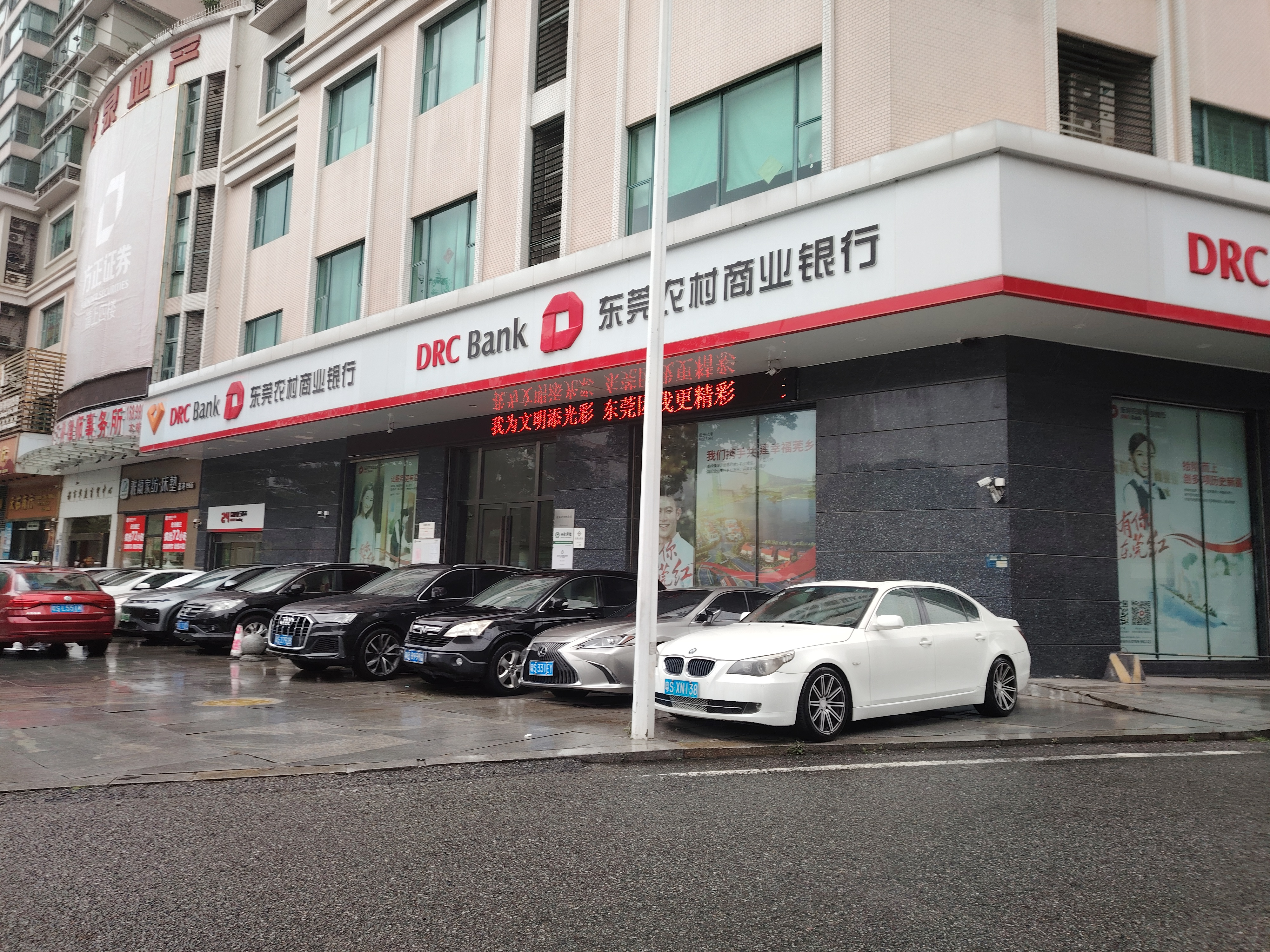
虎门支行，招牌上罕有加挂广东农信标志
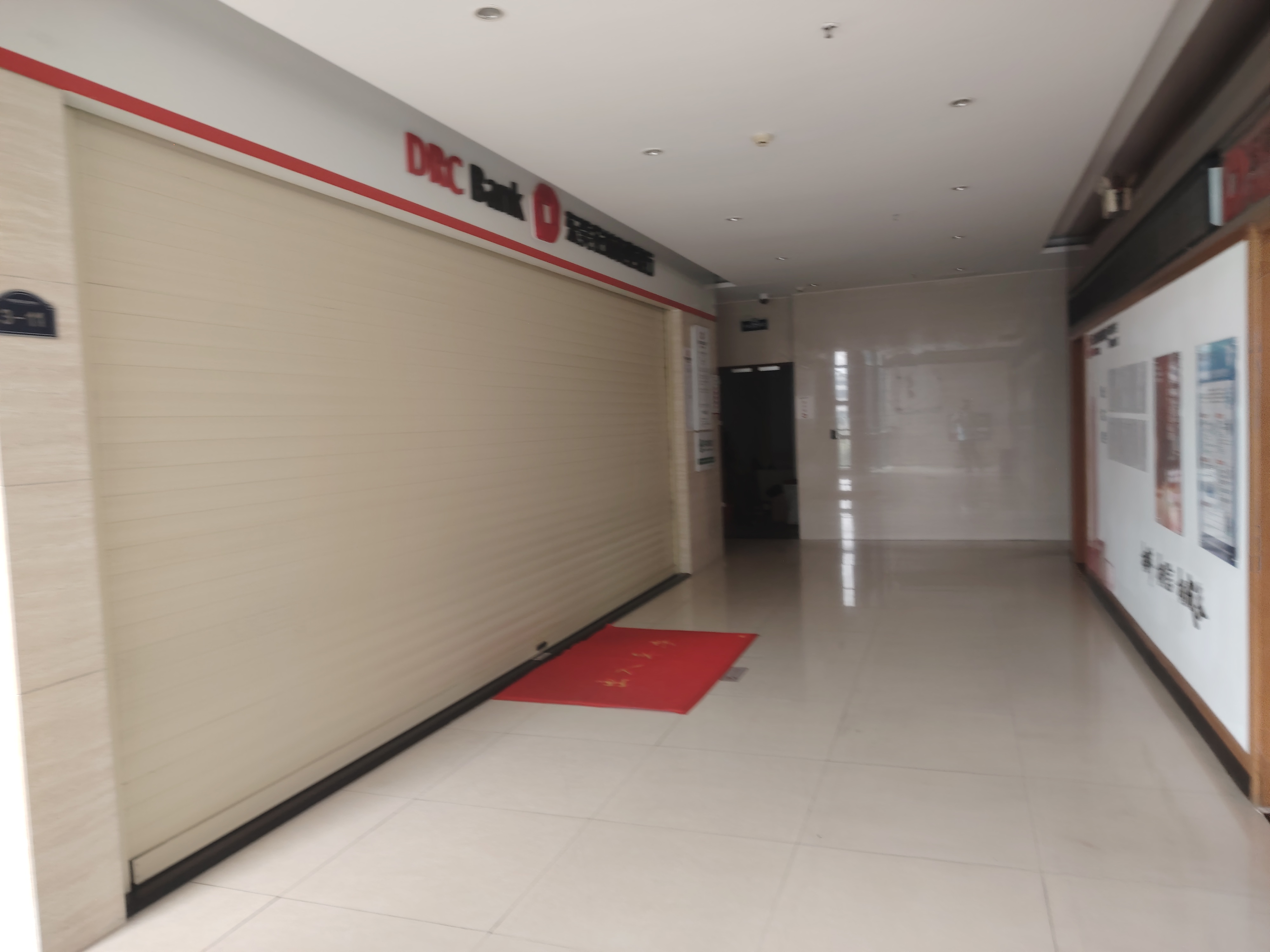
广州南沙分行，是其第一家跨市分行。